# Iglesia del Salvador sobre la Sangre Derramada
La Iglesia del Salvador sobre la Sangre Derramada o Iglesia de la Resurrección de Cristo (en ruso:Храм Спаса на Крови) es una iglesia de San Petersburgo, situada en la orilla del canal Griboedova (nombrado en honor de Aleksandr Griboyédov) cerca del parque del Museo Ruso y de la Avenida Nevski. El nombre oficial en ruso es Собор Воскресения Христова, que significa catedral de la Resurrección de Cristo, y fue construida sobre el lugar donde el zar Alejandro II de Rusia fue asesinado, víctima de un atentado el 13 de marzo de 1881 (1 de marzo para el calendario juliano, en vigor en Rusia en esa época). Durante la Segunda Guerra Mundial y el bloqueo de la ciudad, una bomba cayó encima de la cúpula más alta de la iglesia. La bomba no explotó y estuvo dentro de la cúpula de la iglesia durante 19 años. Cuando los obreros subieron a la cúpula para remendar las goteras, encontraron la bomba y la retiraron. Entonces se decidió comenzar la restauración de la Iglesia de la sangre derramada.
Tras 27 años de restauración, la Iglesia del Salvador sobre la Sangre Derramada fue inaugurada como museo estatal, donde los visitantes pueden conocer la historia del asesinato de Alejandro II.

## Construcción

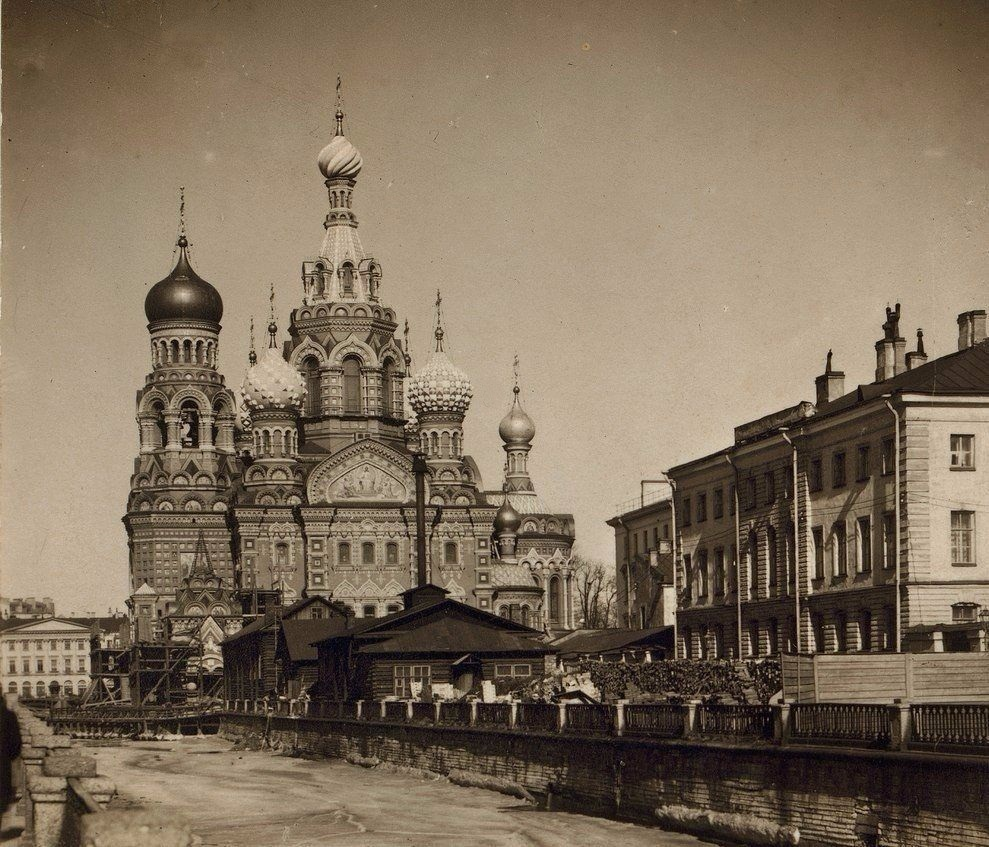
La iglesia en los años 1905-1915.

La iglesia fue diseñada en estilo ecléctico conjuntamente por el arquitecto Alfred Parland y el archimandrita Ignati (nombre secular Mályshev), rector del monasterio Tróitse-Sérguievski. La construcción de la iglesia se inició en 1883 durante el reinado de Alejandro III, como conmemoración a su padre asesinado en ese mismo lugar dos años antes. Los trabajos concluyeron en 1907 bajo el reinado de Nicolás II: los fondos necesarios procedieron de las arcas de la familia imperial y de numerosas donaciones privadas.
A finales de marzo de 1883, el Zar aprobó la composición de la Comisión de Consolidación con el Gran Duque Vladímir Aleksándrovich como su director. La primera sesión de la Comisión decidió el nombre del templo, como la Iglesia de la Resurrección de Cristo, como lo sugirió el archimandrita Ignati.
Un fragmento de la barandilla de hierro fundido, pedazos de granito y algunas piedras manchadas de sangre de Alejandro II fueron retirados del lugar para mantenerlos como reliquias en la capilla en la Plaza de Konyúshennaya. Posteriormente, volvieron a donde pertenecían y se erigió un pabellón sobre el lugar, como solía hacerse en las tradiciones de la arquitectura rusa. El 6 de octubre de 1883, se celebró la ceremonia de colocación de la primera piedra con asistencia del metropolitano Isidoro de San Petersburgo y Nóvgorod y miembros de la familia imperial.
La Iglesia de la Resurrección tardó 24 años en construirse. Este lapso relativamente largo puede ser atribuido a la decoración abundante y variada y al uso en la construcción de técnicas de ingeniería innovadoras en la época. Los cimientos de estacas fueron abandonados por primera vez en la historia de San Petersburgo, a favor de unos de cemento. Se desarrolló un sofisticado aislamiento hidráulico para proteger a la iglesia de las aguas del canal. Se instalaron después la calefacción de vapor y sistemas eléctricos. 
El 19 de agosto de 1907, el Metropolitano Antonio de San Petersburgo y Ládoga consagró la iglesia. El nuevo templo se levantó junto al canal Griboedova (anteriormente llamado Canal de Catalina) para perpetuar la memoria del emperador asesinado, Alejandro II.

## Arquitectura

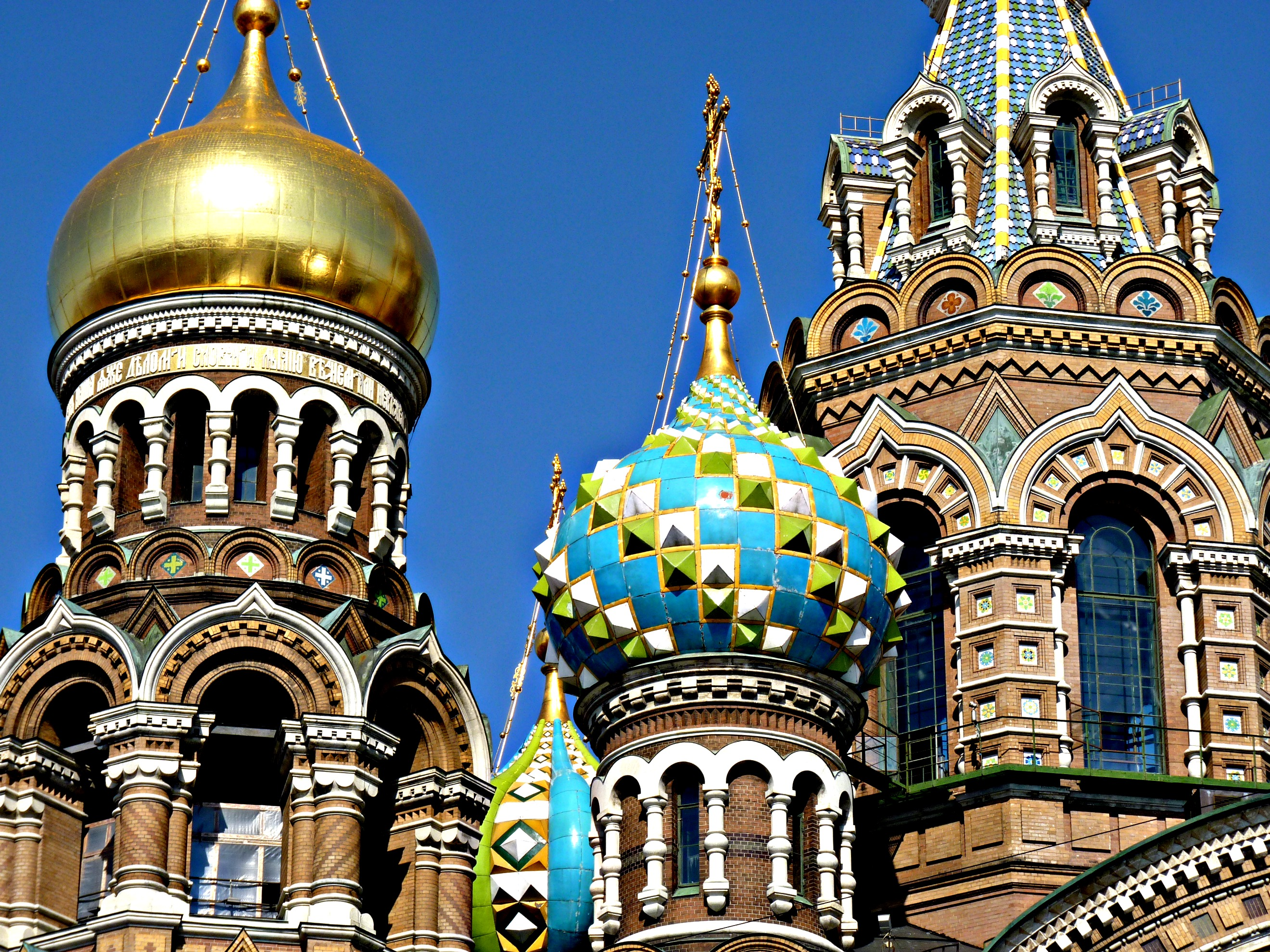
Típica arquitectura rusa.

La Iglesia de la Resurrección (Iglesia del Salvador sobre la Sangre Derramada) es una de las iglesias más significativas en San Petersburgo. Su composición vibrante, pictórica y la decoración multicolor la convierten en un punto destacado y distintivo en la arquitectura del centro de la ciudad.
La Iglesia de San Salvador puede ser correctamente llamada un monumento de "estilo ruso" en San Petersburgo. Conforme a lo solicitado por Alejandro III, Alfred Parland diseñó la iglesia en el estilo del siglo XVIII y la arquitectura de Moscú y Yaroslavl. Imaginariamente reelaboró las ideas de la arquitectura eclesiástica de la época anterior a Pedro el Grande para crear una iglesia que personificara el templo ortodoxo ruso.
El plan de la iglesia es una estructura compacta de cinco cúpulas, que se completa con tres ábsides semicirculares en la parte este y un enorme pilar como la torre de campana en el extremo oeste. El techo de carpa octogonal de la torre ocupa la posición central. Este elemento tiene una estrecha afinidad con una serie de iglesias monumentales conmemorativas que datan de los siglos XVI al XVII.
La Iglesia es de ladrillo rojo y marrón, toda la superficie de sus paredes está cubierta de adornos elaborados y detallados, similares a los producidos por maestros del siglo XVII en Moscú y Yaroslavl. Bandas y cruces de ladrillo de color, azulejos policromados introducidos en los huecos de la pared, "shirinka", azulejos en los tejados de las torres y coberturas piramidales, ábside, pequeños arcos de calado, las columnas en miniatura y kokoshniki (arcos de ménsula) de mármol blanco. Los mosaicos desempeñan un papel importante en la creación del aspecto festivo de la Iglesia, acentuando los elementos arquitectónicos principales: kokoshniki, puertas de dique y frontones.
Las cinco cúpulas centrales de la Iglesia son únicas, chapadas en cobre y esmalte de diferentes colores, que recuerdan a las cúpulas policromadas de la Catedral de San Basilio en Moscú, que a menudo es comparada a la Iglesia de la Resurrección, a pesar de su diferencia total en la ordenación en planta. Las cúpulas más pequeñas en forma de cebolla sobre los ábsides y la cúpula del campanario son, como es habitual, doradas.
El nivel inferior de la torre del campanario está decorada con 134 mosaicos de escudos de armas de las provincias y pueblos rusos que hicieron donaciones para la construcción de la iglesia. Estos escudos de armas componen una colección heráldica única.

## Decoración
La Iglesia de la Resurrección de Cristo fue concebida como una de las principales iglesias de la capital, diseñada para servir como un recordatorio de las grandes hazañas realizadas por el zar Alejandro II, el Libertador.

### Cantería

Iglesia a la orilla del Canal Griboyédova.

La decoración rica y diversa de la iglesia se suponía que correspondía a su gran importancia en su época. La cantería juega un papel particularmente importante en la creación de la apariencia majestuosa y festiva de la iglesia. Aunque el trabajo de piedra es menos marcado en el exterior que en la decoración interior, sigue siendo bastante evidente.
Los pilares del pórtico están hechos de granito gris de Ust-Kamenogorsk.
El arquitecto Parland utilizó piedras ornamentales de colores que vinieron de una variedad de canteras rusas y extranjeras. Los artesanos hábilmente explotaron la belleza natural y las peculiaridades de la piedra para crear el interior, que parece un museo de arte de cantería.
El pabellón, que marca el lugar del asesinato del emperador, fue ejecutado con piedras preciosas y decorativas de los Urales y la región de Altái. Se trata de una estructura arquitectónica compleja de cuatro columnas gris-violetas de jaspe que soportan un entablamento con jarrones estilizados de jaspe en las esquinas.
El suelo de mármol está compuesto por 45 mosaicos que nunca se repiten. El suelo fue hecho por la reconocida firma Novy en Génova, Italia.
Las paredes, con una altura de hasta 2.5 m, se alinean con serpentina verde italiana, que también fue utilizada para hacer la plataforma planteada ante el iconostasio (solea) y los bancos tallados en las paredes. La piedra para las paredes, solea, y los bancos fue realizada en Nápoles en 1905. Las bases de los cuatro pilares centrales se combinan con labradorita.
La piedra de color en el iconostasio fue elaborada por artesanos de la firma Novy basándose en los modelos de Stepanov. La paleta del mármol es única: rojo y marrón en el fondo, cada vez más claro hacia arriba, y es una reminiscencia del tallado de madera.
Después de que la iglesia fuera cerrada en 1930, su acabado de piedra magnífico fue descuidado. No hubo calefacción en la iglesia durante más de 50 años. El sitio de Leningrado tuvo un efecto particularmente negativo en la Iglesia. El trabajo para restaurar las murallas comenzó en 1977 y se terminó en 1995, llevándose a cabo solo durante las estaciones cálidas del año. El trabajo de piedra interior fue restaurado por los equipos de Shcherbakov y Rádchenko (la Asociación de Restauración) desde 1980 hasta 1994.

### Mosaicos

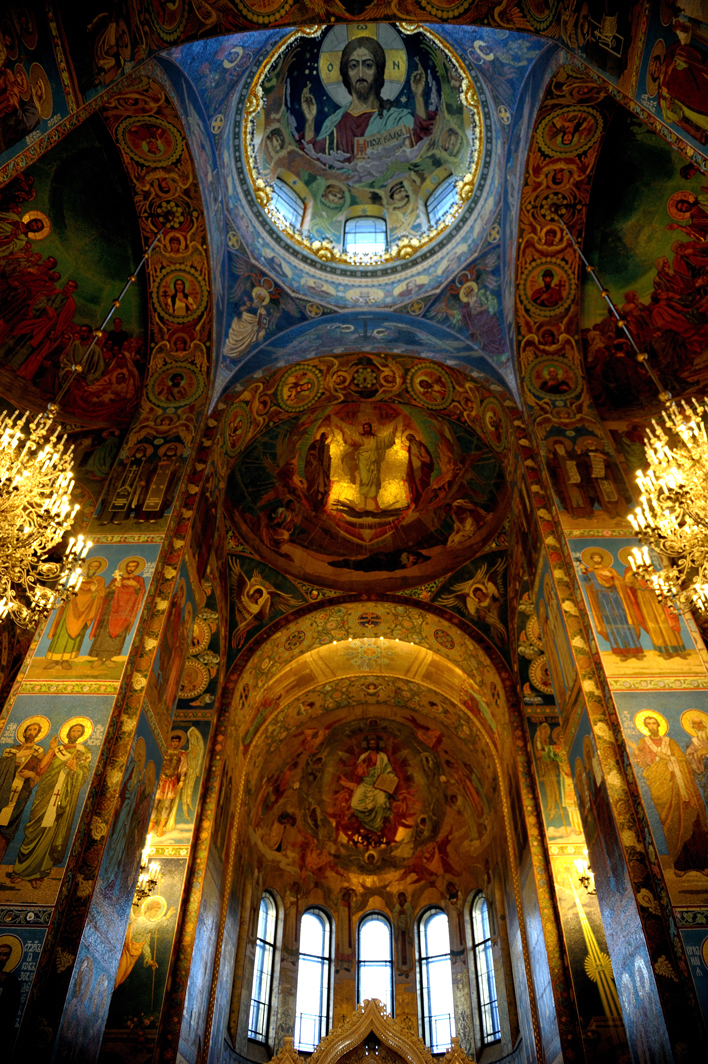
Mosaicos en el interior de la iglesia.

Los mosaicos son de suma importancia en la decoración de la Iglesia de la Resurrección, formando una de las mayores colecciones de mosaicos monumentales de Europa. Entre los competidores para ejecutar la construcción de los mosaicos estaban varias firmas italianas, como el taller veneciano de Antonio Salviatti y Società musiva, la firma alemana Puhl y Wagner, y el departamento de mosaico de la Academia Imperial de las Artes. El ganador del concurso fue el taller de Aleksandr y Vladímir Frolov, una empresa privada fundada en 1890. Desde 1896 hasta 1907, sus maestros, expertos en el uso de la reversa o técnica veneciana, ensamblaron más de 600 mosaicos de iconos e imágenes con una superficie total de 7.056 metros cuadrados. Los bocetos para los mosaicos fueron creados por 32 artistas, entre ellos Víktor Vasnetsov, Mijaíl Nésterov, Andréi Ryábushkin, Vasili Belyáev y Nikolái Jarlámov.
Los mosaicos están ordenados en línea con la concepción teológica de la iglesia. El techo de la cúpula se llena con la imagen de mosaico de Cristo Pantocrátor.
En la parte central de la iglesia, en las paredes y bóvedas hay representaciones de escenas de la Sagrada Escritura, que van desde la Natividad a la Ascensión de Cristo. Los pilares de la cúpula presentan más de 200 imágenes de iconos de los miembros de la iglesia - los hombres venerables, mártires y apóstoles. El carácter especial de la iglesia introdujo algunos cambios en el diseño de interiores. Hay dos puntos focales en la iglesia: en el extremo oriental, el altar con una imagen de Cristo; y en el extremo oeste, la cubierta sobre el lugar del asesinato, rodeado de imágenes de mosaico de temas del drama de Gólgota.
El programa iconográfico refleja también la historia local a través de imágenes de los santos rusos, entre ellos el Príncipe Vladímir de Kiev y la princesa Olga de Kiev, los príncipes mártires Borís y Gleb, el príncipe Miguel de Chernígov, el boyardo Fiódor de Chernígov y Alejandro Nevski. 
Los mosaicos fueron sometidos a una restauración de 1980 a 1994. Un equipo de restauradores, dirigido por el artista de mosaico y pintor Shershnev, los limpió y restauró, recreando los fragmentos perdidos y, por tanto, se reavivó la colección única de mosaicos rusos monumentales que datan de finales del siglo XIX y principios del siglo XX.